# 蒙沙勒
蒙沙勒（法語：Montchal，法語發音：[mɔ̃ʃal]）是法国卢瓦尔省的一个市镇，属于蒙布里松区。

## 地理
蒙沙勒（45°49'33"N, 4°18'53"E）面积8.84 平方千米，位于法国奥弗涅-罗讷-阿尔卑斯大区卢瓦尔省，该省份为法国中南部省份，北起顺时针与索恩-卢瓦尔省、罗讷省、伊泽尔省、阿尔代什省、上盧瓦爾省、多姆山省和阿列省接壤。
与蒙沙勒接壤的市镇（或旧市镇、城区）包括：维奥莱、科唐斯、帕尼西耶尔、圣阿加特昂东济。

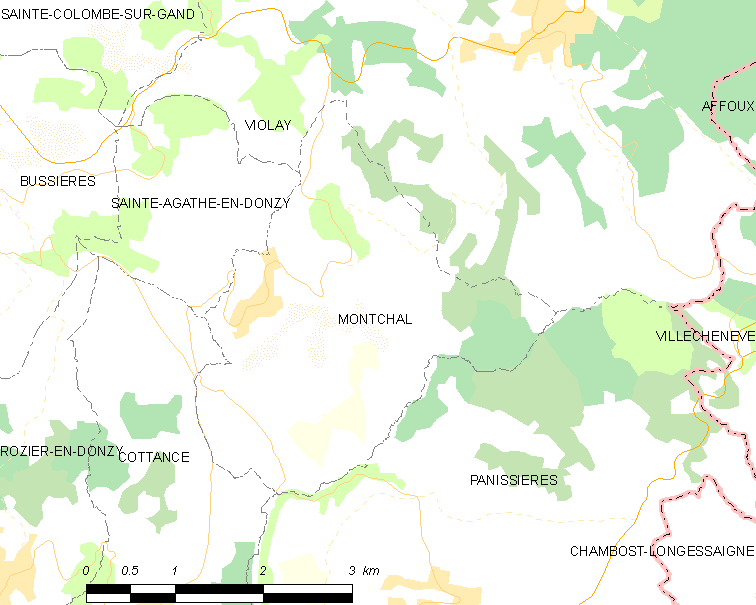
蒙沙勒的OSM定位图

蒙沙勒的时区为UTC+01:00、UTC+02:00（夏令时）。

## 行政
蒙沙勒的邮政编码为42360，INSEE市镇编码为42148。

## 政治
蒙沙勒所属的省级选区为弗尔县。

## 人口

1962-2008年间蒙沙勒人口变化图示

蒙沙勒于2022年1月1日时的人口数量为507人。